# Phyteuma huteri
Phyteuma huteri là loài thực vật có hoa trong họ Hoa chuông. Loài này được Murr miêu tả khoa học đầu tiên năm 1891.